# Smyrnium vulgare
Smyrnium vulgare är en flockblommig växtart som beskrevs av Samuel Frederick Gray. Smyrnium vulgare ingår i släktet vinglokor, och familjen flockblommiga växter. Inga underarter finns listade i Catalogue of Life.